# La Chapelle-d'Aurec

La Chapelle-d'Aurec este o comună în departamentul Haute-Loire, Franța. În 2009 avea o populație de 869 de locuitori.